# Lista de artilharia por país
A Lista de artilharia por país contém todos os sistemas de artilharia organizados por seu país de origem.

## África do Sul

### Artilharia autopropulsada
- G6 howitzer
- Ratel 81
- T6 howitzer

### Artilharia de campo
- G5 howitzer
- G7 howitzer

### Artilharia a foguete
- Valkiri

## Alemanha

### 1870 a 1919
Artilharia de cerco
- Ballonkanone 1914 77mm
- Big Bertha
- Canhão Paris

Artilharia ferroviária
- SK L/45 Nathan 15cm
- SK L/40 i.R.L. Samuel 17cm
- SK Peter Adalbert 21cm
- SK L/30 Theodor Otto 24cm
- K L/40 Kurfürst 28cm
- SK L/45 Max 38cm

### 1920 a 1945
Armas de infantaria
- 8 cm GrW 34
- leIG 18
- 15 cm sIG 33

Armas de artilharia
- leFH 18 10.5cm
- sFH18
- Kanone 38

Artilharia anti-aérea
- FlaK 37 37mm
- FlaK 38 20mm
- FlaK 30 20mm
- 2 cm Fliegerabwehrkanone 30
- 2 cm Fliegerabwehrkanone 38
- 20 mm C/30
- FlaK 41 50mm
- FlaK 41 88mm
- FlaK 43 37mm
- FlaK 38 105mm
- FlaK 40 128mm
- FlaK 18 88mm
- SdKfz 8

Artilharia anti-carro
- Anticarro 1918 37mm
- K44
- Pak 35/36
- Pak 38
- Pak 40
- Pak 41
- Pak 43/41 88mm
- Pak 44
- PAW 600
- Raketenpanzerbüchse 43
- SdKfz 135/1 - Artilharia autopropulsada de 150mm

Artilharia autopropulsada
- Hummel
- slG 33 (SPA) - Self-Propelled Artillery - Artilharia autopropulsada 33
- StuG III Ausf F
- StuG III Ausf G
- Wurfkörper SdKfz 251

Artilharia de campanha
- FH17 15cm
- FK16 77mm
- FK 1909 13,5cm
- GebG 36
- Granatbüchse 39
- KwK 40
- leFH 18 (M)
- L/40 15cm
- M96nA 77mm
- M1903 Krupp 75mm
- M1905 120mm
- M1917 105.2mm
- Mörser 10 21cm
- Mörser 18 21cm

Artilharia de tiro dirigido
- Panzerbüchse 39
- Panzerbüchse 41
- Panzerfaust

Artilharia ferroviária
- K (E) 15cm
- K (E) 17cm
- K (E) 20.3cm
- K12 (E) 21cm
- SK L/40 Theodor Karl 24cm
- Th K (E) 24cm
- ThBr K (E) 24cm
- kzBr K (E) 28cm
- lgBr K (E) 28cm
- sBr K (E) 28cm
- SK L/40 Bruno 28cm -
- Br NK (E) 28cm
- K5 (E) 28cm
- Siegfried K (E) 38cm
- Gustav K (E) 80cm

### 1946 ao presente
Armas anti-aéreas
- Canhão antiaéreo bitubo Rheinmetall 20 mm

Armas anti-aéreas autopropulsadas
- Gepard

Artilharia de campo
- FH-70
- M109 howitzer
- PzH 2000

Armas em carro de combate
- Rheinmetall LTA2
- Rheinmetall 120 mm

## Argentina

### Artilharia de campo
- CITER 155mm L33 Gun
- CALA 30

### Artilharia autopropulsadade campo
- VCA 155

### Artilharia a foguete
- SLAM PAMPERO
- SAC SAPBA
- CP-30

## Austrália
- QF 25 pounder curto
- BL 5.5 pol canhão médio
- Morteiro L16 de 81mm, usado também pelo Brasil
- M101 howitzer 105mm, usado também pelo Brasil
- L119 canhão leve 105mm
- M198 howitzer 155mm
- M777 howitzer 155mm

## Áustria
- GC-45 155mm

## Bélgica
Morteiros
- MO-120-RT

Artilharia de campo
- GIAT LG1

## Brasil
- Astros II
- M-109A5
- EE-9 Cascavel
- Gepard 1A5BR (antiaérea)
- M-108
- Morteiro 120mm
- M101 105mm
- M155 155mm

## Estados Unidos
- Little David (artilharia)
- M1 90mm
- M1A1 60mm
- M1A2 37mm
- M1 (morteiro)
- M1/M2/M3 90mm
- M2 155 mm
- M2A1 105mm
- M3 37mm Gun
- M3 76mm
- M5 3pol
- M6 75mm
- M7 Priest - Artilharia autopropulsada
- M19 (morteiro)
- M-107
- M-108
- M-109
- M-110
- M1919 406mm
- Obuseiro M1 240mm
- Obuseiro M1 8pol
- Obuseiro M1A1 75mm
- T92, conhecido como King Kong pelas tropas

## França
- Caesar
- AMX AuF1

## Japão
- Arma anti-tanque Type 1 37mm

## Reino Unido
- AS90
- BL 6pol 30cwt
- BL 8pol Mk VII
- BL Mk I 60lb
- L118
- GMLRS
- QF 2 pounder
- QF 6 pounder

## Suécia
- Archer
- Bofors 37 mm